# Olympische Sommerspiele 1996/Tennis
Bei den Olympischen Spielen 1996 in der US-amerikanischen Metropole Atlanta wurden vier Wettbewerbe im Tennis ausgetragen.
Austragungsort war das Stone Mountain Park Tennis Center; gespielt wurde auf Hartplatz (Plexicushion).

## Herren

### Einzel
| Platz | Land               | Spieler            |
| ----- | ------------------ | ------------------ |
| 1     | Vereinigte Staaten | Andre Agassi       |
| 2     | Spanien            | Sergi Bruguera     |
| 3     | Indien             | Leander Paes       |
| 4     | Brasilien          | Fernando Meligeni  |
| 5     | Südafrika          | Wayne Ferreira     |
| 5     | Italien            | Renzo Furlan       |
| 5     | Russland           | Andrei Olchowski   |
| 5     | Vereinigte Staaten | MaliVai Washington |

### Doppel
| Platz | Land           | Spieler                            |
| ----- | -------------- | ---------------------------------- |
| 1     | Australien     | Todd Woodbridge Mark Woodforde     |
| 2     | Großbritannien | Neil Broad Tim Henman              |
| 3     | Deutschland    | Marc-Kevin Goellner David Prinosil |
| 4     | Niederlande    | Jacco Eltingh Paul Haarhuis        |
| 5     | Spanien        | Sergi Bruguera Tomás Carbonell     |
| 5     | Südafrika      | Ellis Ferreira Wayne Ferreira      |
| 5     | Kroatien       | Saša Hiršzon Goran Ivanišević      |
| 5     | Tschechien     | Jiří Novák Daniel Vacek            |

## Damen

### Einzel
| Platz | Land               | Spielerin               |
| ----- | ------------------ | ----------------------- |
| 1     | Vereinigte Staaten | Lindsay Davenport       |
| 2     | Spanien            | Arantxa Sánchez Vicario |
| 3     | Tschechien         | Jana Novotná            |
| 4     | Vereinigte Staaten | Mary Joe Fernández      |
| 5     | Japan              | Kimiko Date             |
| 5     | Kroatien           | Iva Majoli              |
| 5     | Spanien            | Conchita Martínez       |
| 5     | Vereinigte Staaten | Monica Seles            |

### Doppel
| Platz | Land               | Spielerinnen                              |
| ----- | ------------------ | ----------------------------------------- |
| 1     | Vereinigte Staaten | Gigi Fernández Mary Joe Fernández         |
| 2     | Tschechien         | Jana Novotná Helena Suková                |
| 3     | Spanien            | Conchita Martínez Arantxa Sánchez Vicario |
| 4     | Niederlande        | Manon Bollegraf Brenda Schultz-McCarthy   |
| 5     | Kanada             | Jill Hetherington Patricia Hy-Boulais     |
| 5     | Schweiz            | Martina Hingis Patty Schnyder             |
| 5     | Großbritannien     | Valda Lake Clare Wood                     |
| 5     | Thailand           | Benjamas Sangaram Tamarine Tanasugarn     |

## Medaillenspiegel
| Platz | Land               | G | S | B | Gesamt |
| ----- | ------------------ | - | - | - | ------ |
| 1     | Vereinigte Staaten | 3 | – | – | 3      |
| 2     | Australien         | 1 | – | – | 1      |
| 3     | Spanien            | – | 2 | 1 | 3      |
| 4     | Tschechien         | – | 1 | 1 | 2      |
| 5     | Großbritannien     | – | 1 | – | 1      |
| 6     | Deutschland        | – | – | 1 | 1      |
| 6     | Indien             | – | – | 1 | 1      |